# Heinrich Friedrich Innocenz Apel

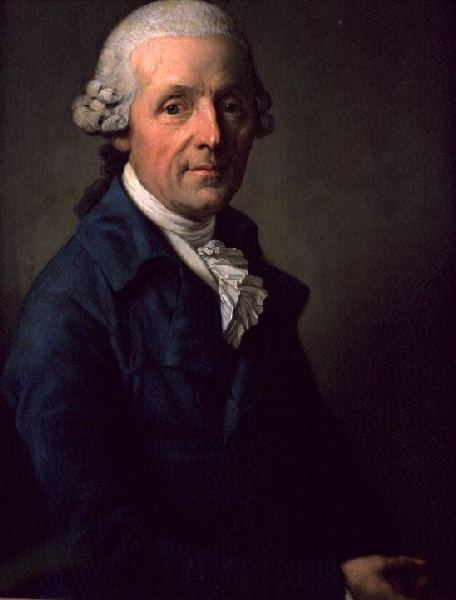
Heinrich Friedrich Innocentius Apel. Gemälde von Anton Graff, 1798.

Heinrich Friedrich Innocentius Apel (* 11. Oktober 1732 in Borna; † 14. November 1802 in Leipzig) war ein sächsischer Jurist und im Jahr 1801 Bürgermeister der Stadt Leipzig.

## Werdegang
Apel studierte Rechtswissenschaften an der Universität Leipzig, an der er zum Dr. jur. promovierte. 1775 wurde er zum kurfürstlichen Wirklichen Hof- und Justizrat ernannt. Im Jahre 1778 erfolgte seine Wahl in den Rat der Stadt Leipzig. In Leipzig war er ab 1793 Stadtrichter, ab 1799 Baumeister und ab 1801 Scabinus (Gerichtsschöppe). Im selben Jahr wurde er Bürgermeister der Stadt.
Apel war ab 1779 Canonicus, später Subsenior und Scholasticus des Stifts zu Zeitz. Er war Besitzer der Rittergüter Ermlitz, Trautzschen und Costewitz.
Sein jüngster Sohn war der Jurist und Schriftsteller August Apel (1771–1816), sein Enkel der Schriftsteller und Stifter Theodor Apel (1811–1867). Ein weiterer Enkel war Julius Freiherr von Apel (1805–1881), der eine militärische Laufbahn einschlug und es bis zum Generalleutnant in der sächsischen Armee brachte.

## Wirken als Stifter
Im Jahr 1800 stiftete Apel der Thomasschule 2.400 Taler, deren Zinsen für die Besoldung eines Mathematiklehrers verwendet werden sollten. In seinem Testament bedachte er die Thomasschule noch einmal mit 1.600 Talern, die Ratsfreischule mit 1.000 Talern, die für die Bekleidung bedürftiger Schüler ausgegeben werden sollten, und die Lehrlinge des Schneider- bzw. Schuhmacherhandwerks mit 600 Talern.